# Krywoszyjinci
Krywoszyjinci (ukr. Кривошиїнці, hist. pol. Krzywoszeińce) – wieś na Ukrainie, w obwodzie kijowskim, w rejonie białocerkiewskim, w hromadzie Skwyra. W 2001 liczyła 1183 mieszkańców, spośród których 1172 wskazało jako ojczysty język ukraiński, 11 rosyjski, 2 mołdawski, a 2 białoruski.